# Ким Дык Син
Ким Дык Син, Ким Дыксин (кор. 김득신, род. 1754 г. — ум. 1822 г.) — корейский художник-пейзажист и мастер жанровой живописи.
Ким Дык Син родился в семье королевского придворного художника Ким Ынни (김응리), учился живописи и рисунку у своего отца, а затем продолжил службу при корейском королевском дворе. Художник был официально посвящён в члены Тохвасо, группы придворных живописцев при династии Чосон. Находился на посту инспектора на острове Чходо. Его брат и сын также стали художниками. В Европе его творчество получило известность благодаря устроенной в 1961—1962 годах выставке, где были представлены жанровые картины из частного собрания в Сеуле.

## Галерея
- Пхаджокто (파적도 破寂圖), Уносящие покой
- Пансандо (반상도班常圖), Янбан и крестьяне
- Кузница (대장간)
- Семья, отдыхающая под деревом (수하일가도 樹下一家圖)
- Плетение соломенной циновки 자리짜기
- Азартная игра (투전도 鬪錢圖)
- Возвращение с рынка (귀시도 歸市圖)
- Плетение циновки жарким летом",  성하직구 (盛夏織구)